# اریکوس آندرئو
اریکوس آندرئو (انگلیسی: Erricos Andreou؛ ۱۵ دسامبر ۱۹۳۸ - ۲۱ ژانویهٔ ۲۰۲۳) کارگردان فیلم و فیلم‌نامه‌نویس اهل یونان بود.
از فیلم‌هایی که وی در آن‌ها نقش داشته‌است، می‌توان به چنگک اشاره نمود.